# Mate Plazibat

Mate Plazibat je bio igrač RNK Split tijekom 80-ih godina 20. stoljeća.